# 1910 en Inde
Chronologie de l'Inde
- 1906
- 1907
- 1908
- 1909
- 1910
- 1911
- 1912
- 1913
- 1914

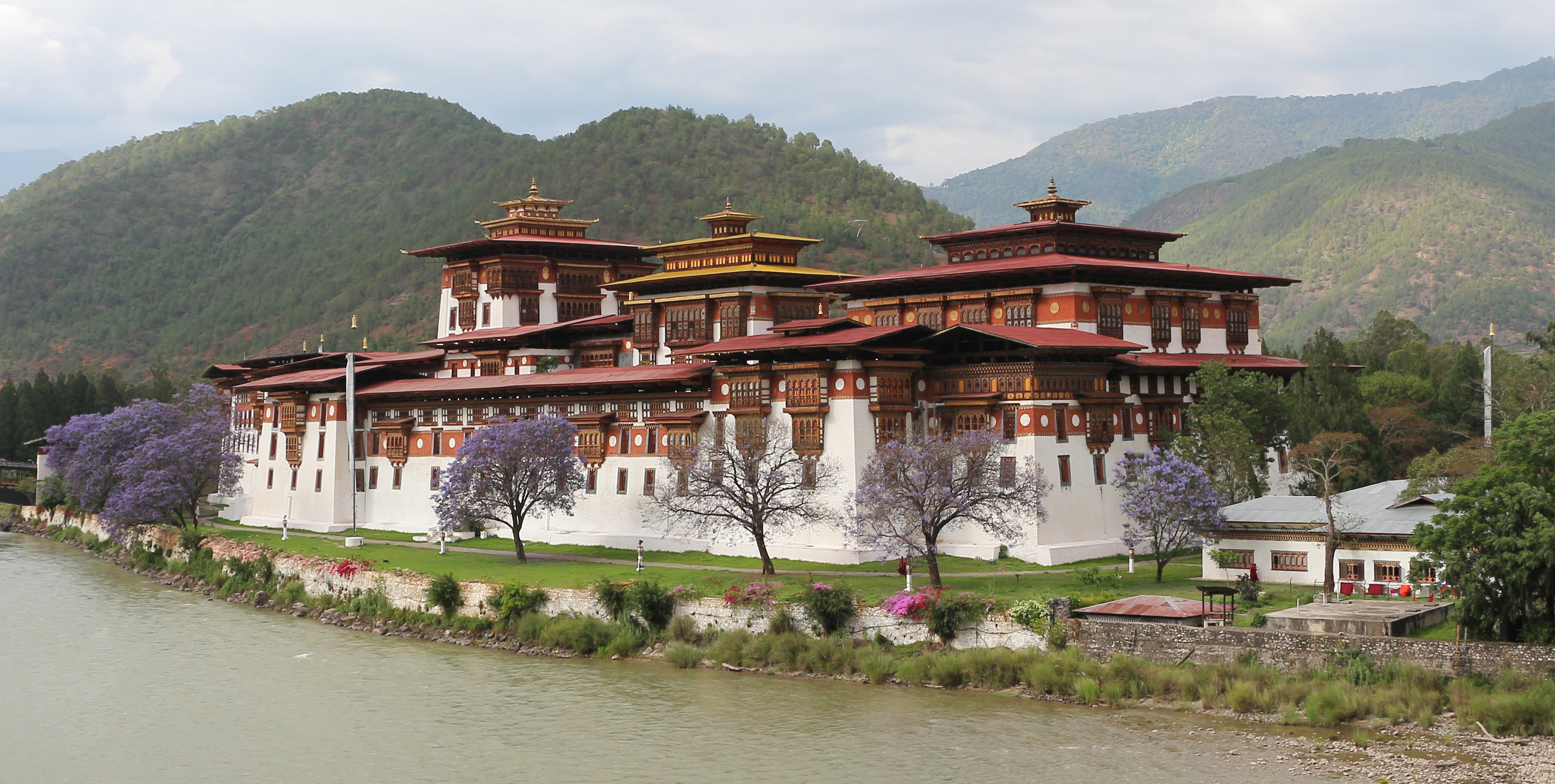
Signature du traité de Punakha au dzong de Punakha.

Cette page concerne les évènements survenus en 1910 en Inde  :

## Évènement
- Loi sur la presse indienne (en).
- 8 janvier : Signature du traité de Punakha (en) entre le royaume du Bhoutan, récemment consolidé, et l'Inde britannique.
- 24 janvier : Assassinat de l'officier de police Shamsul Alam à Calcutta : début de l'affaire de la conspiration Howrah-Sibpur (en) qui fait référence à l'arrestation et aux procès de 47 nationalistes indiens bengalis.
- 4 avril : Après être sorti de prison et pour échapper aux anglais, Aurobindo Ghose, s'installe à Pondichéry, enclave française.

## Littérature
- Publication du recueil de poèmes, en bengali, Gitanjali de Rabindranath Tagore. Celui-ci est lauréat du prix Nobel de littérature en 1913. Le livre est traduit en français par André Gide, sous le titre L’Offrande lyrique.

## Création
- Archidiocèse de Delhi
- Parc national de Dachigam, classée comme une zone protégée.
- Parti libéral indien (en)
- Open de tennis indien (en)

## Dissolution
- Swadeshabhimani (en)

## Naissance
- Alphonsine de l’Immaculée, religieuse et première sainte indienne.
- Subrahmanyan Chandrasekhar, astrophysicien.
- Nathuram Godse, assassin de Gandhi.
- Motilal (en), acteur.
- Hari Singh (en), inspecteur général des forêts de l'Inde.
- Chidambaram Subramaniam (en), personnalité politique.
- Ramaswamy Venkataraman, président de l'Inde.

## Décès
- Anant Laxman Kanhere (en), indépendantiste.
- Krishnaji Gopal Karve (en), indépendantiste.
- Arcot Narrainswamy Mudaliar (en), philanthrope.
- Rajanikanta Sen (en), chanteur.
- Gubbi Thotadappa (en), homme d'affaires et philanthrope.